# Межиліска
Межилі́ска — село в Україні, у Народицькій селищній територіальній громаді Коростенського району Житомирської області. Населення становить 250 осіб.

## Географія
Селом протікає річка Межиліска, права притока Чортовця.

## Історія
У 1906 році — село Базарської волості Овруцького повіту Волинської губернії. Відстань від повітового міста — 54 верст, від волості — 5. Дворів 135, мешканців 814.
9 листопада 1921 р. під час Листопадового рейду через Межиліску проходила кінна сотня Подільської групи (командувач Сергій Чорний) Армії Української Народної Республіки. Тут вона затрималася на храмове свято. 10 листопада сюди ж прибули головні сили Подільської групи. Того ж дня група вирушила у подальший похід на Київ.
Колищній орган місцевого самоврядування — Межиліська сільська рада.